# Lysiana casuarinae
Lysiana casuarinae är en tvåhjärtbladig växtart som först beskrevs av Friedrich Anton Wilhelm Miquel, och fick sitt nu gällande namn av Tieghem. Lysiana casuarinae ingår i släktet Lysiana och familjen Loranthaceae. Inga underarter finns listade i Catalogue of Life.